# O Pior Condutor de Sempre
O Pior Condutor de Sempre foi um programa de humor que passou no ano de 2006, na SIC, produzido pela D&D Audiovisuais e apresentado por Bruno Nogueira. Foi a versão portuguesa do Britain's Worst Driver.
O programa, um misto de reality show com programa de humor, estreou Bruno Nogueira como apresentador na SIC generalista, e mostrava 13 candidatos ao pior condutor de sempre. Chegou a haver rumores de que o programa, devido aos seus excelentes resultados audimétricos, teria uma segunda série, mas os rumores foram desmentidos pela emissora.

## Descrição
O Pior Condutor de Sempre, foi emitido aos fins de semana, durante 13 emissões (14 com o programa piloto). O programa tinha como base os concorrentes ao prémio de "O Pior Condutor de Sempre". Em cada programa os 13 participantes, eram submetidos a provas e exercícios de perícia. O condutor que mostrasse melhor habilidade e capacidade para conduzir era devolvido à estrada.
Para o último programa transmitido, a 3 de Setembro de 2006, domingo, ficaram três concorrentes de onde saiu O Pior Condutor de Sempre.
O primeiro programa foi exibido a 20 de Maio de 2006, sábado com 7,2% de audiência média e 29,9% de share. A melhor audiência pertenceu à final do programa com 8,2% de audiência média e 35,3% de share. No conjunto, os 14 programas registaram de audiência média 5,4% e 24,8% de share.
Foi gravado nas instalações da CR&M (formação activa de condução) e no Kartódromo de Palmela.
Teve bastante humor à mistura. No entanto tal como a maioria dos reality shows foi extremamente polémico surgindo rumores de que teria sido falseado desde o início, o júri não teria julgado nada e os prémios teriam sido atribuídos por sorteio. Assistiram-se situações altamente hilariantes, dada a dificuldade apresentada por muitos dos concorrentes na realização de simples percursos, como pequenas perícias, condução TT, estacionamento, circulação em locais exíguos, etc..

## Elenco

### Apresentador
Bruno Nogueira

### Júri
Ricardo Carvalho (perito de uma seguradora), Luis Ventura (instrutor), Elisabete Jacinto (piloto e jornalista), Ana Paula Reis (psicóloga)

### Participantes
Francisco Santos, Maria Orlanda, Vitor Carvalho, Catarina Martins, Nuno Conceição, Isabel Viseu, Manuel Pessoa e Ricardo Cunha, Antónia Dionísio, António Garcia, Georgina Platineti, Carla Soares, Vitor Telles e Maria José Reis.